# Hohe Asten

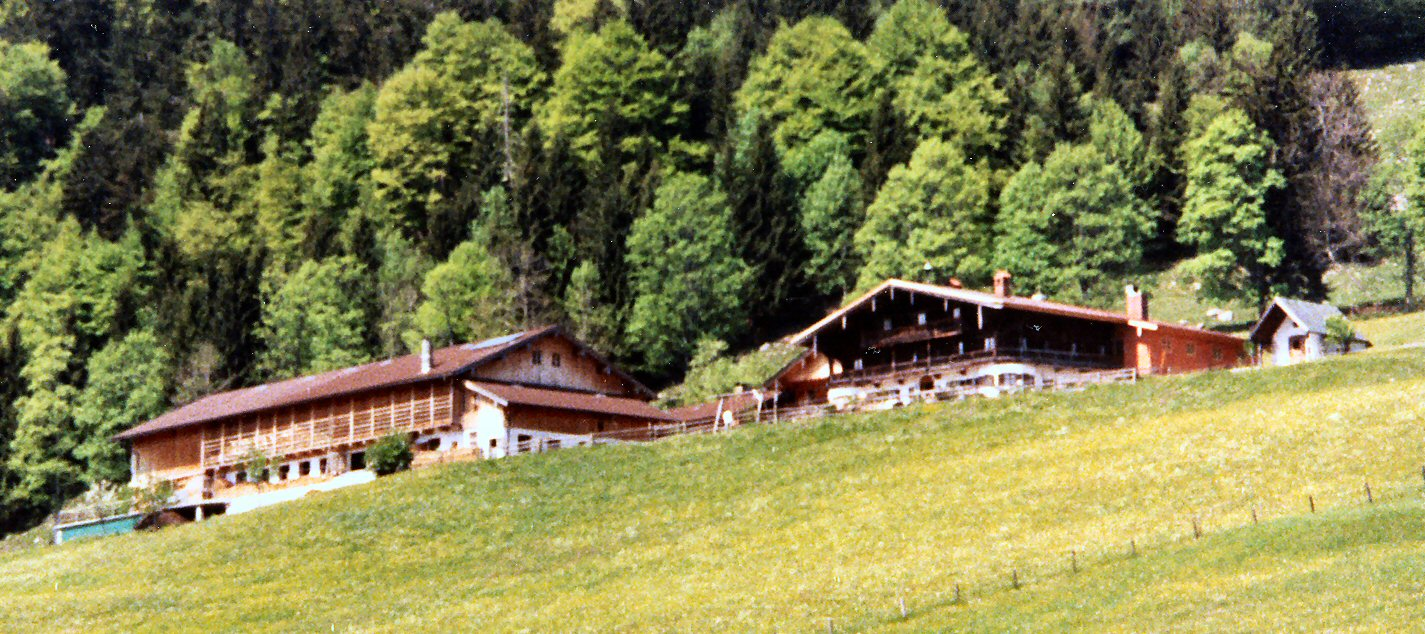
Hohe Asten

Die Hohe Asten ist eine Bergbauernansiedlung in der Gemeinde Flintsbach am Inn in Oberbayern. Hinterasten ist mit 1106 m der höchstgelegene ganzjährig bewirtschaftete Bauernhof (im Unterschied zu einer Alm, die nur im Sommer bewirtschaftet wird) Deutschlands. Die beiden Einfirsthöfe Vorderasten (Asten 1) und Hinterasten (Asten 2) sind als Baudenkmäler in die Bayerische Denkmalliste eingetragen.

## Lage

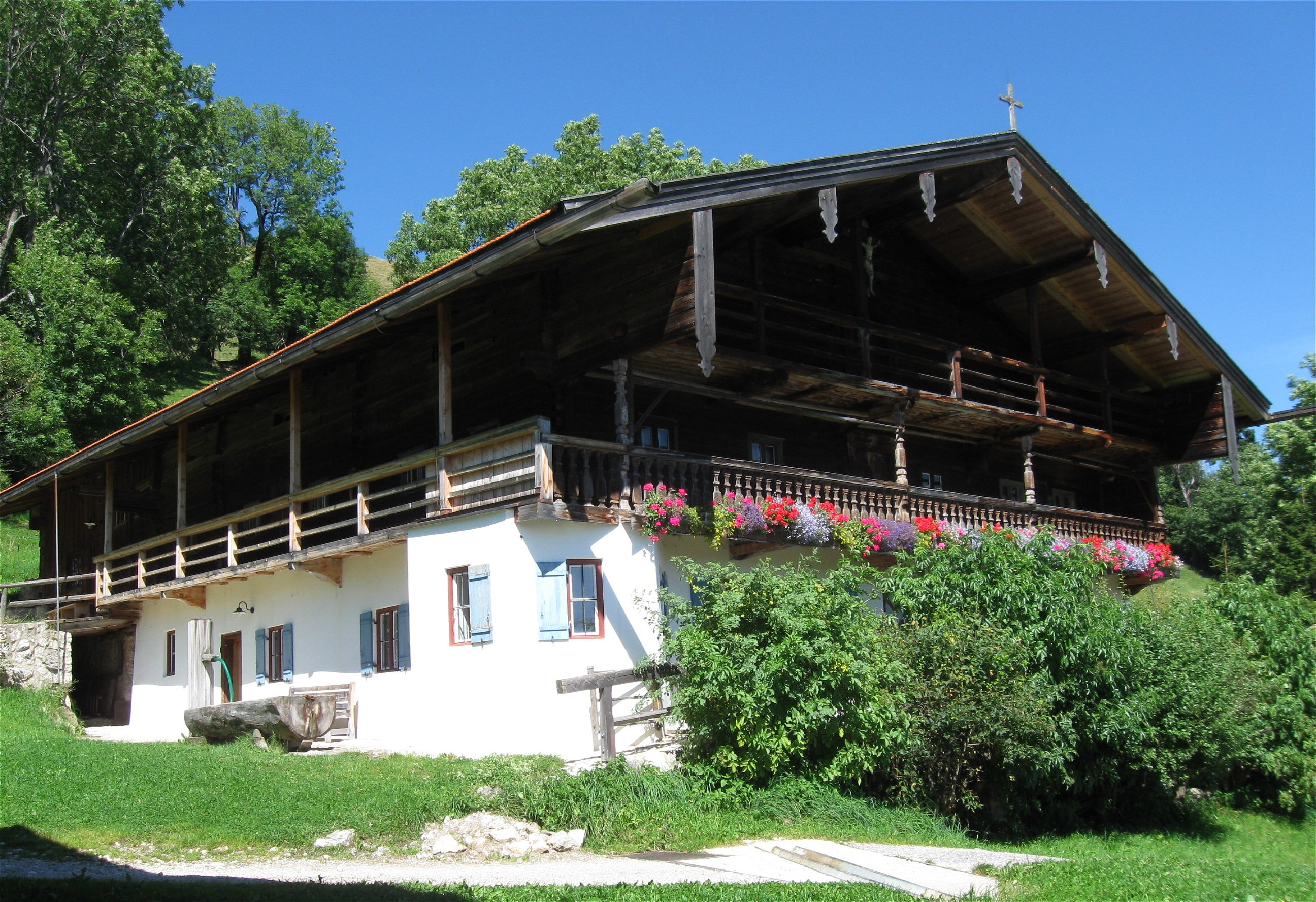
Vorderasten, Asten 1

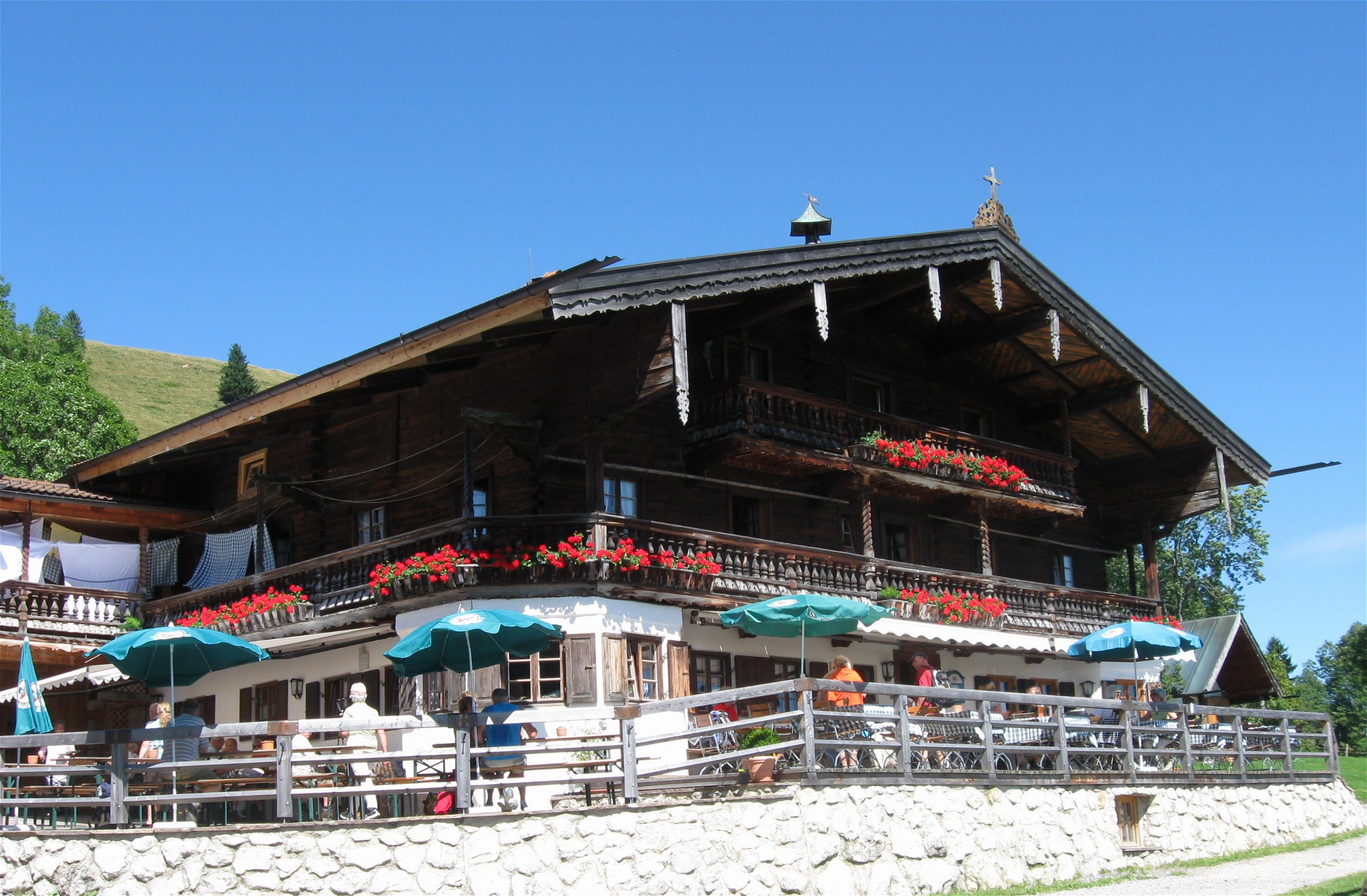
Hinterasten, Asten 2

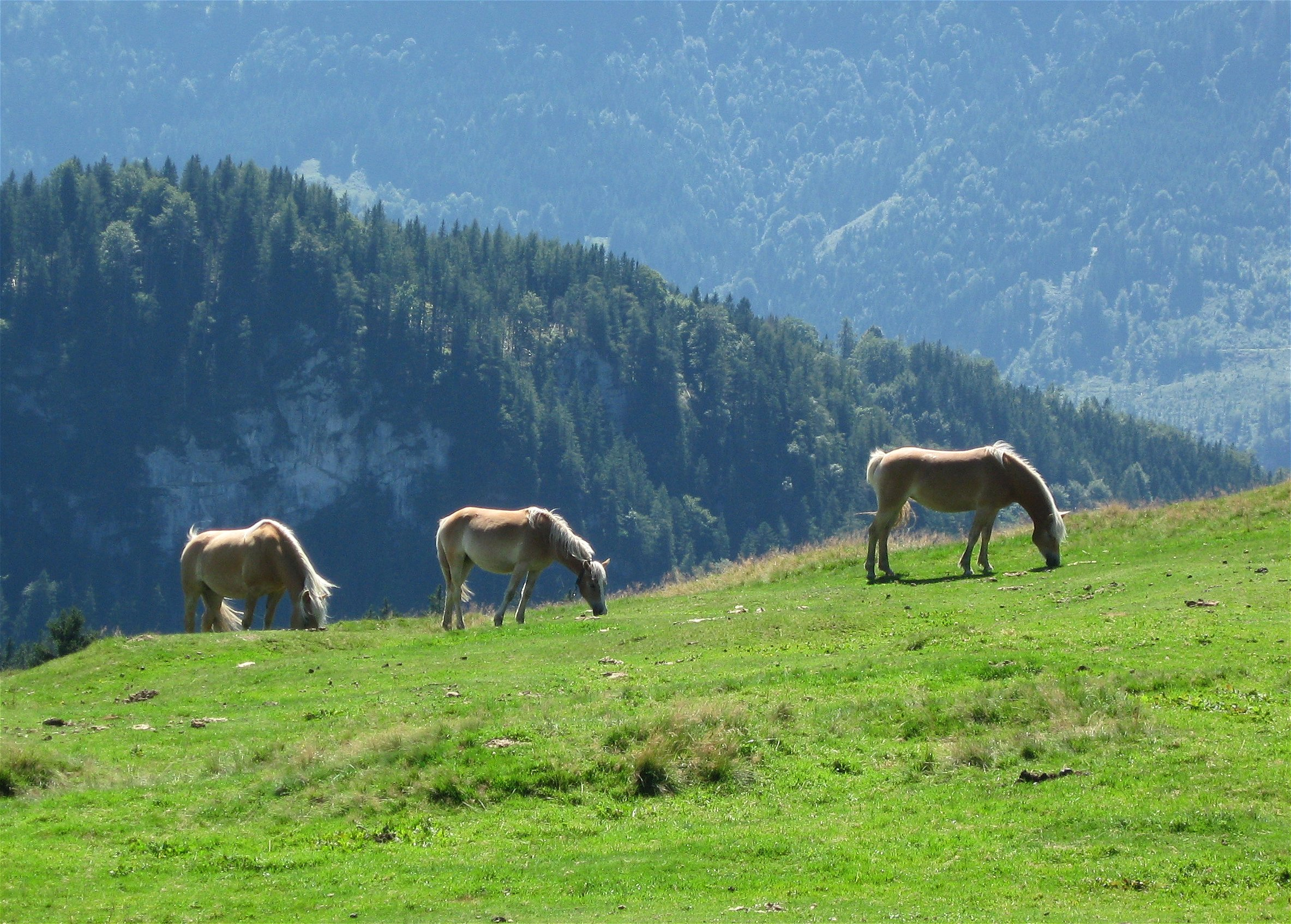
Haflinger in der Nähe der Hohen Asten

Die Hohe Asten liegt am Osthang des Rehleitenkopfs etwa 200 Meter unter dem Gipfel.
Für Besucher ist die Hohe Asten nur zu Fuß erreichbar. Ein Wanderweg mit einem steilen Aufstieg führt von Flintsbach aus zur Hohen Asten, ein anderer vom Bichlersee bei Niederaudorf, jeweils nach ca. 1½ Stunden Fußmarsch. Im Winter ist die Abfahrt nach Flintsbach als Rodelbahn beliebt, allerdings, besonders bei vereistem Schnee, auch gefährlich, wie einige Kreuze am Wegesrand verkünden.

## Beschreibung
Die Ansiedlung bildet unter der Bezeichnung „Asten“ einen Gemeindeteil von Flintsbach am Inn. Im amtlichen Ortsverzeichnis Bayerns zur Volkszählung von 1987 ist Asten als Einöde mit drei Gebäuden mit Wohnraum und einer Bevölkerung von acht verzeichnet. Im 19. Jahrhundert war Asten noch ein Weiler mit vier Wohngebäuden und 18 Einwohnern.
Im Haus Hinterasten ist eine Gastwirtschaft eingerichtet, die ein beliebtes Einkehrziel für Wanderer ist. Vom Wirtshaus aus hat man eine gute Aussicht auf das Inntal sowie die bayerischen und Tiroler Berge.
Ausflugsziele in der Umgebung sind der Große Riesenkopf, der Rehleitenkopf und die Maiwand. Beim Aufstieg von Flintsbach aus kann man gut einen Abstecher zur Wallfahrtskirche auf dem Petersberg machen.